# 12050 Humecronyn
12050 Humecronyn è un asteroide della fascia principale. Scoperto nel 1997, presenta un'orbita caratterizzata da un semiasse maggiore pari a 2,9111735 UA e da un'eccentricità di 0,0901307, inclinata di 1,23389° rispetto all'eclittica.